# Philip Gossett
Philip Gossett (New York, 27 septembre 1941 – Chicago, 12 juin 2017) est un musicologue et historien américain, professeur de musique à l'Université de Chicago. Son intérêt pour l'opéra italien du XIXe siècle, commence dans sa jeunesse par l'écoute des programmes radio du Metropolitan Opera. Son livre Divas and Scholars: Performing Italian Opera, l'un des principaux ouvrage sur le sujet, remporte le prix Otto Kinkeldey de la société américaine de musicologique, comme le meilleur livre sur la musique de 2006.
La contribution de Philip Gossett à la connaissance de l'opéra et son influence sur l'interprétation des opéras, peut être résumé par le commentaire du Newsday : « certains panégyristes prétendent que la soprano Maria Callas a fait autant pour l'opéra italien qu'Arturo Toscanini ou Verdi. Le musicologue Philip Gossett a sans doute fait autant pour l'opéra italien que n'importe lequel de ces génies ».

## Carrière
Philip Gossett obtient ses diplômes de la Juilliard School, de l'Amherst College et de l'Université de Princeton. Il étudie à Paris grâce à une Bourse Fulbright. Au moment où il a commencé des études supérieures études musicales au milieu des années 1960, les compositeurs italiens tels que Gioachino Rossini, Vincenzo Bellini, Gaetano Donizetti et Verdi avait été donné que peu d'études universitaires sérieuses. Comme il a dit : « Si vous étiez un musicologue sérieux, vous deviez étudier Beethoven ou Bach ou le chant grégorien, mais Rossini — c'était une idée assez drôle ». Cependant, il persiste et note : « je suis allé à l'Université de Princeton pour les études de deuxième cycle en musicologie [et] je suis tombé amoureux de la musique et j'ai écrit ma thèse de doctorat sur la musique de Rossini, Bellini, Donizetti et Verdi. Puis je suis allé à Paris avec une Fulbright et étudié les opéras de Rossini ».
Tout au long de sa carrière, le travail de Philip Gossett l'a souvent amené en Italie, où il a conseillé sur les présentations de productions au Rossini Opera Festival dans la ville natale de Rossini à Pesaro. Il travaille également directement avec l'Istituto nazionale di studi verdiani (Institut des études Verdi) fondé en 1960 à Parme. En 2001, pour le centenaire de la mort de Verdi, il travaille sur la programmation, avec le Teatro Regio de Parme. En 1968, il rejoint le corps professoral de l'Université de Chicago où il reste toute sa carrière. À l'époque de sa mort en 2017, il est professeur émérite à l'Université de Chicago.

### Éditions critiques des opéras de Verdi et Rossini
En raison des intérêts musicaux de Philip Gossett, centrés sur l'opéra italien du XIXe siècle — en particulier les œuvres de Rossini, Bellini, Donizetti et Verdi —, l'essentiel de sa carrière a été consacré à la tâche d'éditeur en chef de deux importants projets à l'Université de Chicago : les recherches destinées à la préparation de l'édition critique intégrale des opéras de Rossini (quelque 70) et de Verdi (33, dans leurs diverses formes). Ceux-ci sont en cours de préparation et publiés progressivement dans Les Œuvres de Giuseppe Verdi (par l'University of Chicago Press, en collaboration avec la maison d'édition italienne Ricordi de Milan) et de Les Œuvres de Gioachino Rossini (par Bärenreiter à Cassel).
Dans une interview, Philip Gossett explique ce qu'il entend par le terme d'« édition critique » :

« Par l'édition critique de l'opéra, j'ai toujours voulu une édition qui s'appuie autant que possible sur la plus belle et la plus précise des sources pour un opéra. Cela signifie qu'on doit examiner l'ensemble des représentations d'une œuvre. Dans certains cas, bien sûr, nous avons un manuscrit autographe, et qui nous aide, mais c'est aussi là que beaucoup de problèmes commencent, que les compositeurs sont connus pour avoir fait des erreurs dans leurs manuscrits autographes. Et donc nous sommes tenus — nous pensons qu'il est nécessaire d'intervenir et de corriger les erreurs qui ont parfois été commises à l'encontre de ces œuvres par les éditions imprimées depuis le début, de sorte qu'ils sont juste des erreurs dans les éditions anciennes, de simples erreurs. »

D'ailleurs, il explique l'objectif global de la production d'éditions critiques des opéras, par l'exemple d’Il viaggio a Reims de Rossini :

« Nous avons utilisé des sources à Rome, à Paris, à Vienne et à New York. Les partitions réimprimé à bon marché aujourd'hui simplement de reproduire toutes les erreurs, tous les défauts de ces partitions du XIXe siècle — dont la plupart ont été produites très rapidement et, par les propres mots de Verdi, « sont remplis d'erreurs »... Les nouvelles éditions critiques ont essayé, pour la première fois, pour revenir à des sources authentiques et elles permettent aux artistes d'avoir accès aux différentes versions approuvées par les compositeurs. »

Comme Philip Gossett l'explique, il ne pense pas que les chanteurs doivent fonder leurs interprétations entièrement sur tout ce qui est contenu dans une édition critique. Son objectif est « que les artistes doivent baser leur travail sur les meilleures éditions possibles, et c'est ce que nous essayons de produire ».
En 2004, « l'équipe de Gossett [a] complété 12 des 33 volumes prévus des œuvres de Verdi et plus de 30 volumes des 70 pour Rossini. « Je ne viendrai jamais à bout du Rossini » dit Gossett, « mais pour Verdi — je l'espère ». Cependant, en juillet 2013, l'édition critique Verdi des titres disponibles de l'Université de Chicago, montre dix-sept titres d'opéra de Verdi
 et neuf titres d'opéra de Rossini actuellement disponibles ou en préparation de publication chez Bärenreiter. Néanmoins, ceci s'ajoute aux 26 opéras de Rossini pour lesquels des éditions critiques ont été préparées par la Fondation Rossini, sous la direction générale de Philip Gossett.
Toutefois, il a déclaré que l'édition de Claudio Scimone de Maometto II, n'est pas une édition critique, dans le vrai sens du mot, mais une édition de Scimone, en tant que chef d'orchestre.
Les opéras de Rossini, Tancredi, Ermione et Semiramide, sont trois des éditions critiques édités personnellement. L'œuvre la plus récente de Verdi, La forza del destino, non encore officiellement publiée, a été produite à l'Opéra de San Francisco en novembre 2005, dans sa version de 1869. La version de 1862 a été présentée au Stadttheater de Berne, en avril 2006.

### Travail avec les opéras américains
Aux États-Unis, Philip Gossett est consultant pour le Houston Grand Opera (en 1979, pour la première production de l'édition critique de Tancredi, avec la récente découverte du finale tragique, mettant en vedette Marilyn Horne). Il travaille à trois reprises avec le Metropolitan Opera : en novembre 1990, pour une production de Semiramide ; en 1993, pour la production de Stiffelio ; et en 1997, lors de la production de La cenerentola. Il travaille également avec le Santa Fe Opera en 2000, pour l'Ermione de Rossini et conseil les répétitions pour la saison 2012, lors de la production de la nouvelle édition critique de l'œuvre originale de 1820 de Rossini Maometto II et la saison suivante, pendant les répétitions de la nouvelle production de Rossini La donna del lago ; et avec l'Opéra lyrique de Chicago pour les premières présentations de Rossini longtemps perdues d’Il viaggio a Reims en 2003.
Pour les présentations de l’Attila de Verdi en 2010 au MET, Philip Gossett travaille également avec le chef d'orchestre Riccardo Muti sur la révision de la partition fondée sur de nouvelles recherches, devenu une nouvelle édition critique de l'opéra.
Muti reconnaît le rôle de Gossett dans la clarification des ambiguïtés (dans Rigoletto en l'occurrence), qui s'était glissée dans de nombreux textes.

## Distinctions et honneurs
Philip Gossett s'est vu décerner par la Fondation Andrew W. Mellon, le « Distinguished Achievement Award » en 2004, qui lui a valu un prix de 1,5 million de dollars afin de faciliter ses travaux de recherches. En 1998, le gouvernement italien lui attribut le « Cavaliere di Gran Croce », le plus grand honneur qui puisse être accordé à un civil. 
Sur le plan académique, il a été président de l'association américaine de musicologique et de la Société pour les bourses textuelles, ainsi que doyen de la division des sciences humaines à l'Université de Chicago. En 2008, Philip Gossett est nommé membre étranger de l'Académie royale de musique de Suède.

## Publications
- 1971 : The Operas of Rossini: Problems of Textual Criticism in Nineteenth-Century Opera (thesis/dissertation). (OCLC 251748514  et 1061802 ).
- 1971 : Treatise on Harmony de Jean Philippe Rameau, édité et traduit par Philip Gossett. New York, Dover.  (ISBN 978-0-486-22461-9).
- 1978 : Early romantic Opera: Bellini, Rossini, Meyerbeer, Donizetti, and Grand Opera in Paris, édité avec introduction de Philip Gossett et Charles Rosen. New York, Garland (OCLC 225747929).
- 1983 : « Gioachino Rossini » dans The New Grove Masters of Italian Opera: Rossini, Donizetti, Bellini, Verdi, Puccini.  New York, W. W. Norton, 1983  (ISBN 978-0-393-30361-2).
- 1983 : I Puritani: Melodramma Serio in Three Acts, First Performance: Paris, Theatre-Italien, January 24, 1835 (édition en facsimile du manuscrit autographe de Bellini avec les révisions de Naples, 2 volumes. Complete by Pepoli, Carlo (Libretto); Vincenzo Bellini (Music); Philip Gossett (éd et introduction). Garland Publishing  (ISBN 978-0-8240-2905-0).
- 1985 : Anna Bolena and the Artistic Maturity of Gaetano Donizetti (Studies in Musical Genesis and Structure) de Philip Gossett, 1985) Oxford University Press, 1985  (ISBN 978-0-19-313205-4).
- 2006 : Divas and Scholars: Performing Italian Opera. Chicago, University of Chicago  (ISBN 978-0-226-30482-3).
- 2014 : Jean-Philippe Rameau: His Life and Work de Cuthbert Girdlestone, avec une introduction de Philip Gossett. Mineola, New York, Dover  (ISBN 9780486492230).

### Éditions critiques
- The works of Gioachino Rossini, Series I: Operas
  - L'occasione fa il ladro by Gioachino Rossini, edited by Giovanni Carli Ballola, Patricia Brauner, and Philip Gossett, 1994. (OCLC 496006140)
  - La gazzetta by Gioachino Rossini, Vol. 18, éds. Philip Gossett et Fabrizio Scipioni, Pesaro, Fondazione Rossini, 2002  (ISBN 978-0-226-72864-3)  (première interprétation au Garsington Opera (Oxford) et au Rossini Opera Festival de Pesaro, pendant l’été 2001.
  - Semiramide by Gioachino Rossini: Melodramma tragico in Two Acts, Libretto by Gaetano Rossi, Vol. 34, (Eds.) Philip Gossett et Alberto Zedda Pesaro, Fondazione Rossini, 2001.
  - Ermione by Gioachino Rossini, éd. de Patricia B. Brauner et Philip Gossett, 2006  (ISBN 9788875927806).
  - Tancredi by Gioachino Rossini: Melodramma eroico in Two Acts by Gaetano Rossi. Vol. 10, (Ed.) Philip Gossett, 2010
  - Maometto II, Dramma per musica in two acts by Cesare Della Valle. L'Opéra de Santa Fe (en) présente les premières représentations de cette toute nouvelle édition critique préparée par le chercheur néerlandais Hans Schellevis, et à paraître en 2015 chez Bärenreiter de Cassel sous la direction de Philip Gossett, présent en tant que conseillé lors des répétitions[17]
  - Il barbiere di Siviglia by Gioachino Rossini (en préparation)[18].

## Sources
- Luiz Gazzola, "Exclusive Opera Lively Interview with Italian Opera scholar Dr. Philip Gossett", 17 June 2012 on operalively.com.  Retrieved 28 July 2013.
- (en) Philip Gossett, Divas and Scholars : Performing Italian Opera, Chicago, University of Chicago, 2006, xxii-675 (ISBN 978-0-226-30482-3, OCLC 928978561)